# Mark Renshaw
Pour les articles homonymes, voir Renshaw.
Mark Renshaw (né le 22 octobre 1982 à Bathurst) est un coureur cycliste australien, professionnel entre 2004 et 2019.
Il est surtout connu pour être le fidèle « poisson-pilote » de Mark Cavendish de 2009 à 2019.

## Biographie
Comme nombre de cyclistes australiens, Mark Renshaw fait ses débuts sur la piste. Il est ainsi triple champion du monde juniors sur piste : deux fois dans l'épreuve de vitesse par équipes, et une fois dans l'épreuve du kilomètre. Quelques années plus tard, en 2002, il participe aux Jeux du Commonwealth à Manchester, où il remporte la médaille d'or en poursuite par équipes et la médaille d'argent de la course aux points. La même année, il remporte une manche de la Coupe du Monde en course aux points. Il en remporte une deuxième en 2003, puis une troisième en 2004, en course scratch. 
La même année, il fait ses débuts chez les professionnels sur route avec la formation Fdjeux.com. Après une période d'adaptation, Renshaw réalise ses premières performances sur route en 2005, dans le domaine du sprint. Il termine notamment deuxième du Grand Prix de Denain, derrière Jimmy Casper.
Renshaw quitte alors La Française des jeux pour l'équipe Crédit agricole. Au sein de cette équipe, il est très souvent le dernier poisson-pilote de son coéquipier Thor Hushovd, mais joue aussi parfois sa carte personnelle. Il remporte ainsi sa première victoire professionnelle dès 2006 sur le Tro Bro Leon. Après avoir participé à son premier grand tour, le Tour d'Espagne, il réalise un bon Circuit franco-belge, terminant deuxième des deux sprints massifs, devancé chaque fois par Heinrich Haussler. En 2007, il remporte la Down Under Classic, mais s'illustre surtout, comme les années précédentes, à partir du mois d'avril. Il prend une nouvelle fois la deuxième place du Grand Prix de Denain, derrière Sébastien Chavanel, puis du Tour de Vendée, devancé par Mikel Gaztañaga. Deux semaines plus tard, il remporte la 2e étape du Tour de Picardie, sa deuxième victoire. Après son deuxième Tour d'Espagne, il réalise une nouvelle fois un bon Circuit franco-belge, qu'il termine à la sixième place. 
La révélation vient pour Renshaw en 2008. Il remporte la 1re étape du Tour Down Under, et porte une journée le maillot de leader. Septième de la 2e étape, il abandonne son maillot à son compatriote Graeme Brown, mais le récupère le lendemain grâce à sa deuxième place dans la 3e étape. À nouveau deuxième de la 4e, il le conserve une journée supplémentaire, mais est éliminé de la lutte pour la victoire dans la 5e étape qui mène à Willunga. Sa saison européenne est moins remarquable jusqu'au 7 septembre 2008. Ce jour-là, Renshaw obtient la deuxième place de la Vattenfall Cyclassics derrière son compatriote Robbie McEwen. Ce résultat et sa victoire d'étape sur le Circuit franco-belge lui ouvrent les portes de l'équipe Columbia-High Road.
En 2009, Mark Renshaw intègre l'équipe Columbia-High Road, dont l'effectif est déjà riche en sprinteurs, avec notamment Mark Cavendish, André Greipel et Edvald Boasson Hagen. Renshaw devient le poisson-pilote de Mark Cavendish. Sur le Tour d'Italie, il contribue à 5 victoires pour l'équipe Columbia-High Road dont 4 de Mark Cavendish et un contre-la-montre par équipes. Lors du Tour de France, en tant que « poisson-pilote » de Mark Cavendish, il mène le train au sprint de 5 de ses 6 victoires et prend la seconde place derrière Cavendish lors de la 21e étape arrivant aux Champs-Élysées, après avoir enfermé leurs adversaires à l'intérieur de l'ultime virage à droite.
Le 15 juillet 2010 lors de la 11e étape, il est exclu du Tour pour comportement dangereux après avoir mis plusieurs coups de casques à Julian Dean et empêché Tyler Farrar de passer en l'enfermant sur la barrière. En 2011, il remporte le Tour du Qatar et, après trois ans au service de Cavendish, il rejoint l'équipe Rabobank la saison suivante afin de poursuivre ses propres ambitions en tant que sprinteur.
Renshaw est le sprinteur de Rabobank pour le Tour de France 2012. Victime de plusieurs chutes durant la première semaine du Tour et toujours gêné par les conséquences de ces chutes, il abandonne lors de l'ascension du col de la Madeleine pendant la onzième étape. En 2013, il reprend la compétition en Australie lors du Tour Down Under. En août, il remporte la première étape de l'Eneco Tour. Au cours de ses deux saisons avec l'équipe néerlandaise, il remporte seulement trois victoires et décide de reprendre son rôle aux côtés de Cavendish en 2014, cette fois chez Omega Pharma-Quick Step.
En 2016, Renshaw change d'équipe et accompagne son chef de file Mark Cavendish dans l'équipe Dimension Data. Ils sont rejoints par Bernhard Eisel, reconstituant ainsi un trio prolifique sous les couleurs d'HTC-Highroad cinq ans auparavant. Il aide Cavendish à obtenir quatre nouvelles victoires d'étape sur le Tour de France. Ses meilleurs résultats personnels au sein de l'équipe sud-africaine sont une deuxième place sur la RideLondon-Surrey Classic 2016, une cinquième place sur le Tour de Cologne 2016 et une septième place sur la EuroEyes Cyclassics 2016. En 2017 et 2018, il n'obtient aucun résultat probant. 
En novembre 2018, il se fracture le bassin à la suite d'un accident avec une voiture, alors qu'il s'entraîne à Bathurst, manquant la compétition pendant trois à quatre mois. Il ne commence sa saison qu'à la fin du mois de mars. En juillet 2019, il annonce qu'il met un terme à sa carrière à l'issue de la saison, après 16 années dans le peloton professionnel.
Intégrant l'encadrement d'Astana Qazaqstan en tant que consultant à l'occasion du Tour de France 2023, Mark Renshaw devient directeur sportif de cette équipe en 2024. Il retrouve alors son ancien chef de file sur les sprints Mark Cavendish.

## Palmarès sur route

### Palmarès amateur
- 1997
  -  Champion d'Australie du contre-la-montre juniors
- 2000
  -  Champion d'Australie du contre-la-montre espoirs
- 2003
  - Be Active Cycle Instead Perth Criterium Series :
    - Classement général
    - 2e et 3e étapes

  - Trois étapes du Tour du Loiret
  - 2e du Tour du Loiret
  - 2e du Trophée de la ville de Brescia
  - 3e du Ruban Nivernais-Morvan

### Palmarès professionnel
| - 2005 - 2e du Grand Prix de Denain - 2006 - 5e étape de la Jayco Bay Classic - 3e étape du Tour méditerranéen (contre-la-montre par équipes) - Tro Bro Leon - 3e de la Jayco Bay Classic - 2007 - Jayco Bay Classic : - Classement général - 2e étape - Cancer Council Helpline Classic - 2e étape du Tour de Picardie - 2e du Grand Prix de Denain - 2e du Tour de Vendée - 2008 - Jayco Bay Classic : - Classement général - 3e étape - 1re étape du Tour Down Under - 2e étape du Circuit franco-belge - 2e de la Vattenfall Cyclassics - 2009 - 1re étape du Tour d'Italie (contre-la-montre par équipes) | - 2010 - 4e étape du Tour du Danemark - 2011 - Tour du Qatar : - Classement général - 4e étape - 1re étape du Tour d'Italie (contre-la-montre par équipes) - 5e étape du Tour de Grande-Bretagne - 2012 - 4e étape du Tour de Turquie - 2e du championnat d'Australie du critérium - 2e de Paris-Bruxelles - 3e de la Dutch Food Valley Classic - 3e du Mémorial Rik Van Steenbergen - 6e de la Vattenfall Cyclassics - 2013 - Clásica de Almería - 1re étape de l'Eneco Tour - 2014 - 1re étape de Tirreno-Adriatico (contre-la-montre par équipes) - 2e étape du Tour de Grande-Bretagne - 2015 - 3e de la Clásica de Almería |  |

### Résultats sur les grands tours

#### Tour de France
10 participations
- 2008 : abandon (15e étape)
- 2009 : 149e
- 2010 : exclu (11e étape)[2]
- 2011 : 163e
- 2012 : abandon (11e étape)
- 2014 : 142e
- 2015 : abandon (18e étape)
- 2016 : abandon (9e étape)
- 2017 : hors délais (9e étape)
- 2018 : hors délais (11e étape)

#### Tour d'Italie
5 participations
- 2005 : 144e
- 2009 : non-partant (14e étape), vainqueur de la 1re étape (contre-la-montre par équipes)
- 2011 : non-partant (13e étape), vainqueur de la 1re étape (contre-la-montre par équipes)
- 2012 : non-partant (14e étape)
- 2019 : abandon (13e étape)

#### Tour d'Espagne
2 participations
- 2006 : abandon (16e étape)
- 2007 : 144e

### Classements mondiaux
| Année                                 | 2007 | 2008 | 2009 | 2010 | 2011 | 2012 | 2013 | 2014 | 2015 | 2016 | 2017  | 2018  | 2019  |
| ------------------------------------- | ---- | ---- | ---- | ---- | ---- | ---- | ---- | ---- | ---- | ---- | ----- | ----- | ----- |
| UCI ProTour                           | 177e | 33e  |      |      |      |      |      |      |      |      |       |       |       |
| Calendrier mondial                    |      |      | 145e | 168e |      |      |      |      |      |      |       |       |       |
| UCI World Tour                        |      |      |      |      | 206e | 103e | 134e | 110e | nc   | 117e | nc    | nc    |       |
| Classement mondial                    |      |      |      |      |      |      |      |      |      | 178e | 1790e | 2549e | 2924e |
| UCI Europe Tour                       |      |      |      |      |      |      |      |      |      | 177e | 1131e | nc    |       |
| UCI Asia Tour                         |      |      |      |      |      |      |      |      |      | nc   | nc    | 506e  |       |
| UCI Oceania Tour                      |      |      |      |      |      |      |      |      |      | nc   | nc    | nc    | 139e  |
|                                       |      |      |      |      |      |      |      |      |      |      |       |       |       |
| Légende : nc = non classéSource : UCI |      |      |      |      |      |      |      |      |      |      |       |       |       |

## Palmarès sur piste

### Jeux olympiques
- Athènes 2004
  - 6e de la course aux points[8].

### Championnats du monde
- Stuttgart 2003
  - 8e du scratch
  - 8e de l'américaine
- Melbourne 2004
  - 4e de l'américaine[9].

### Coupe du monde
- 2001
  - Classement général du kilomètre
  - 2e du kilomètre à Mexico
  - 2e du kilomètre à Ipoh
- 2002
  - 1er de la course aux points à Sydney
  - 2e de la poursuite par équipes à Sydney
  - 2e de l'américaine à Sydney
  - 3e de l'américaine à Moscou
- 2003
  - 1er de la course aux points au Cap
- 2004
  - 1er du scratch à Manchester

### Championnats du monde juniors
- 1999
  -  Champion du monde de vitesse par équipes juniors  (avec Jobie Dajka et Ben Kersten)
- 2000
  -  Champion du monde de vitesse par équipes juniors (avec Ryan Bayley et Jason Niblett)
  -  Champion du monde du kilomètre juniors

### Jeux du Commonwealth
- Manchester 2002
  -  Médaillé d'or de la poursuite par équipes (avec Graeme Brown, Peter Dawson et Luke Roberts)
  -  Médaillé d'argent de la course aux points

### Championnats d'Australie
- 1998
  -  Champion d'Australie de poursuite individuelle débutants
  -  Champion d'Australie du scratch débutants
  -  Champion d'Australie de poursuite par équipes débutants
- 1999
  -  Champion d'Australie de vitesse par équipes juniors
  -  Champion d'Australie de poursuite par équipes juniors
- 2000
  -  Champion d'Australie de vitesse par équipes juniors
  -  Champion d'Australie de poursuite par équipes juniors
  -  Champion d'Australie du scratch juniors
- 2001
  -  Champion d'Australie de la course aux points
  -  Champion d'Australie du scratch
  -  Champion d'Australie du kilomètre
  -  Champion d'Australie de l'américaine (avec Stephen Wooldridge)
- 2002
  -  Champion d'Australie de poursuite par équipes
  -  Champion d'Australie de la course aux points
  -  Champion d'Australie du scratch
- 2003
  -  Champion d'Australie de l'américaine (avec Graeme Brown)